# Aéroport international de Boa Vista
Pour les articles homonymes, voir BVB.
Ne doit pas être confondu avec Aéroport de Rabil.
L’aéroport international de Boa Vista - Atlas-Brasil-Cantanhede (en portugais : Aeroporto International de Boa Vista-Atlas Brasil Cantanhede) (code IATA : BVB • code OACI : SBBV), est l'aéroport desservant la ville de Boa Vista au Brésil.
Il porte le nom d'Atlas Brasil Cantanhede, un aviateur et homme politique brésilien, pionnier de l'aviation dans l'État du Roraima.

## Situation
| \| 200 km1:42 212 000 \| São Paulo-Guarulhos São Paulo-Congonhas Brasília Rio-Galeão Belo Horizonte Campinas Rio-Santos-Dumont Recife Porto Alegre Salvador Fortaleza Curitiba Florianópolis Belém Vitória Goiânia Manaus Navegantes |
| 200 km1:42 212 000 |

## Statistiques
Pour des raisons techniques, il est temporairement impossible d'afficher le graphique qui aurait dû être présenté ici.

Voir la requête brute et les sources sur Wikidata.

## Compagnies et destinations
| Compagnies              | Destinations             |
| ----------------------- | ------------------------ |
| Azul Brazilian Airlines | Manaus En saison : Belém |
| Gol Transportes Aéreos  | Brasília                 |
| LATAM Brasil            | Brasília, Manaus         |

Édité le 13/02/2020